# Eladia Blázquez
Pour les articles homonymes, voir Blázquez.
Eladia Blázquez (née le 24 février 1931, morte le 31 août 2005, Avellaneda en Argentine) était une chanteuse et une compositrice argentine de tango. Considérée comme la poétesse du genre, elle sut conquérir le cœur du peuple par son art.

## Biographie
Fille d'une humble famille d'immigrants espagnols, Eladia est née le 24 février 1931 à Avellaneda, dans la province de Buenos Aires. En 1970, elle enregistra son premier disque de tango, surgissant dans le monde très machiste des tangueros, alors en pleine crise. En sus de chanter, de composer et d'écrire des paroles, elle était pianiste et guitariste.
Elle a écrit deux livres : Mi ciudad y mi gente (Ma ville et mon peuple) et Buenos Aires cotidiana (Buenos Aires au jour le jour), ainsi que diverses paroles pour les folkloristes Ramon Galarza et Los Fronterizos. Elle fut consacrée Hija dilecta de la ciudad de Avellaneda en 1988 et Ciudadana Ilustre de Buenos Aires en 1992. On la surnommait la disciple d'Enrique Santos («Discépolo con falda») par son immense talent pour l'écriture.
Cependant, durant sa carrière et même aujourd'hui, elle fut critiquée par les tangueros «puristes», qui l'accusèrent de ne pas respecter la qualité de leur musique par ses paroles. Elle a composé des thèmes de styles variés, qui disposent toujours d'interprètes de premier choix. D'abord, elle alla vers la chanson espagnole, ensuite la mélodie d'Amérique du Sud ; bien plus tard, vers le folklore et finalement le tango et la ballade l'attrapèrent.
On entend parmi ses chansons très populaires : El corazón al sur, Sueño de barrilete, Mi ciudad y mi gente, Honrar la vida, Que vengan los bomberos, Bien nosotros, A un semejante, Con las alas del alma, Si Buenos Aires no fuera así, Somos como somos, Sin piel, Prohibido prohibir, Si somos gente et Convencernos.
Elle meurt le 31 août 2005 à l'Hôpital Bazterrica situé dans la ville de Buenos Aires, à 74 ans, d'un cancer terminal dont elle souffrait depuis plusieurs années.

## Discographie
- Buenos Aires y yo
- Eladia
- Somos o no somos
- Yo la escribo y yo la vendo
- Si te viera Garay
- Retratos sonoros
- Mercado
- La mirada
- Clásicos populares
- Con las alas del alma